# Sitio Rouse
Sitio Rouse  es una banda de rock independiente originaria de la Ciudad de México formada en el año 2009 integrada por Jorge Barrera (guitarra), Adán Covarrubias (voz y bajo), Alejandro Covarrubias (batería) y Miguel Ángel (teclado).